# 22
Aquesta pàgina és per a l'any. Per al nombre, vegeu vint-i-dos.
El 22 (XXII) va ser un any que començà en dijous (un enllaç que mostrarà tot calendari) de calendari julià, en vigor en aquella data.
En l'imperi romà l'any fou nomenat com "el del consulat d'Agripa i Galba" o, menys comunament, com el 755 Ab urte condita, sent la seva denominació com 22 posterior, de l'edat mitjana.

## Esdeveniments
- S'imposa la llei romana a la Gàl·lia
- Inici de la dinastia Han a la Xina.

## Naixements
- (dubtós) Valèria Messal·lina, tercera esposa de l'emperador Claudi.

## Necrològiques
- Júnia Tèrcia, esposa de Gai Cassi Longí i germana de Marc Juni Brut tiranicida.